# Bobsleigh als Jocs Olímpics d'Hivern de 2010
Als Jocs Olímpics d'Hivern de 2010 celebrats a la ciutat de Vancouver (Canadà) es disputaren tres proves de bobsleigh, dues en categoria masculina i una en categoria femenina. Les proves es realitzaren entre els dies 20 i 27 de febrer de 2010 a les instal·lacions del Whistler Sliding Centre.

## Comitès participants
Hi participaren un total de 159 corredors, entre ells 117 homes i 42 dones, de 23 comitès nacionals diferents.
| - Alemanya (18) - Austràlia (7) - Àustria (5) - Bèlgica (2) - Canadà (12) - Corea del Sud (4) - Croàcia (5) - Eslovàquia (4) |  | - Estats Units (18) - Irlanda (2) - Itàlia (8) - Japó (6) - Letònia (5) - Liechtenstein (2) - Mònaco (2) - Països Baixos (4) |  | - Polònia (4) - Regne Unit (8) - Txèquia (8) - Romania (6) - Rússia (17) - Sèrbia (4) - Suïssa (8) |

## Resultats

### Homes
| Event          | Or                                                                                  | Or      | Plata                                                                             | Plata   | Bronze                                                                          | Bronze  |
| Bob A2 Detalls | Alemanya · Alemanya IAndré Lange · Kevin Kuske                                      | 3:26,65 | Alemanya · Alemanya IIThomas Florschütz · Richard Adjei                           | 3:26,87 | Rússia · Rússia IAlexandr Zubkov · Alexey Voyevoda                              | 3:27,51 |
| Bob A4 Detalls | Estats Units · USA ISteve Holcomb · Steve Mesler · Curtis Tomasevicz · Justin Olsen | 3:24,46 | Alemanya · Alemanya IAndré Lange · Kevin Kuske · Alexander Rödiger · Martin Putze | 3:24,84 | Canadà · Canadà ILyndon Rush · David Bissett · Lascelles Brown · Chris le Bihan | 3:24,85 |

### Dones
| Event          | Or                                                 | Or      | Plata                                                | Plata   | Bronze                                       | Bronze  |
| Bob A2 Detalls | Canadà · Canadà IKaillie Humphries · Heather Moyse | 3:32,28 | Canadà · Canadà IIHelen Upperton · Shelley-Ann Brown | 3:33,13 | Estats Units · USA IIErin Pac · Elana Meyers | 3:33,40 |

## Medaller
| Pos. | País         | Or | Plata | Bronze | Total |
| 1    | Alemanya     | 1  | 2     | 0      | 3     |
| 2    | Canadà       | 1  | 1     | 1      | 3     |
| 3    | Estats Units | 1  | 0     | 1      | 2     |
| 4    | Rússia       | 0  | 0     | 1      | 1     |